# Животът е прекрасен, когато го обичаш
Животът е прекрасен, когато обичаш (на турски: Hayat Sevince Güzel) e турски комедиен сериал, започнал излъчването си премиерно през лятото на 2016 г.

## Сюжет
Малко крайбрежно селце става дом на семейство измамници, бягащи от Истанбул. Участвайки в пътен инцидент, те срещнат селското момиче Зарифе (Алгъ Еке). Оказва се, че девойката единствена притежава рецептата на специален "магически" мехлем. Желанието да забогатее кара бащата на семейството Шинаси да се добере до формулата. Шинаси решава да накара двамата си синове - Саваш (Екин Мерт Даймаз) и Баръш (Бурак Челик), да спечелят сърцето на Зарифе. Който от двамата млади мъже успее пръв да накара Зарифе да се влюби в него, ще получи нов автомобил. Те се състезават за Зарифе но накрая и двамата се влюбват в нея. Зарифе обаче е влюбена в Саваш но се страхува да му признае чувствата си. Когато Зарифе събира смелост да признае на Саваш че го обича той иска да и признае че се е преструвал на влюбен в нея заради "вълшебния мехлем"но не събира смелост. Когато и признава истината Зарифе решава да се омъжи за Юмер който е влюбен в нея от дете.
Ще се омъжи ли Зарифе за Юмер? 
Ще прости ли Зарифе на Саваш или ще го забрави заради постъпката му? 
Ще успее ли Баръш- братът на Саваш да предложи брак на Зарифе или ще я остави да бъде щастлива със Саваш?
Ще успеят ли Зарифе и Саваш да бъдат заедно или Зарифе ще остане с Юмер?
Ще се влюби ли Баръш в Зейнеп- приятелката на Зарифе която е влюбена в него или няма да може да забрави Зарифе? Отговорите на тези въпроси ще разберем като гледаме всички епизоди на сериала до неговия последен епизод.

## Излъчване
| Сезон | Епизоди | Начало на сезона | Край на сезона  | Всички епизоди | ТВ сезон | ТВ канал | Дата и час         |
| ----- | ------- | ---------------- | --------------- | -------------- | -------- | -------- | ------------------ |
| 1     | 15      | 6 юни 2016       | 3 октомври 2016 | 1 – 15         | 2016     | FOX      | понеделник (20:00) |

## Излъчване в България
| Сезон | Епизоди | Начало на сезона    | Край на сезона      | Всички епизоди | ТВ сезон | ТВ канал   | Дата и час                 |
| ----- | ------- | ------------------- | ------------------- | -------------- | -------- | ---------- | -------------------------- |
| 1     | 49      | 21 октомври 2022 г. | 28 декември 2022 г. | 1 – 49         | 2022 г.  | Dizi (TDC) | всеки делничен ден (20:40) |

## Актьорски състав
- Екин Мерт Даймаз - Саваш Гьочер
- Алгъ Еке – Зарифе Топрак
- Бурак Челик – Баръш Гьочер
- Леми ФилозоФ – Осман Сойлу
- Уур Чавушолу – Салих Каптан
- Хакан Меричлер – Шинаси Гьочер
- Али Дюшенкалкар – Рюстем Йозкан
- Дамла Асланалп – Зейнеп Акън
- Йелиз Аккая – Сехер Йозкан
- Онур Йозайдън – Йомер Йозкан
- Седа Телджилер – Севги Гьочер
- Маджит Копер – Халил Топрак
- Сема Аталай – Шефика Гьочер
- Анъл Челик – Баккал Яшар
- Йомюр Йоздемир – Селим Чънар
- Хасан Денизяран – Еркан Йълдъз
- Сеннур Ногайлар – Хасине Йозкан
- Али Ерказан – Мутар Сойлу
- Нешем Акхан – Илкнур Йозкан
- Батухан Айдар – Самет Булут

## В България
В България сериалът започва излъчването си на 21 октомври 2022 г. по Dizi (TDC) и завършва на 28 декември. Дублажът е на студио Медия линк. Ролите се озвучават от артистите Татяна Захова, Вилма Карталска, Стефан Сърчаджиев-Съра, Кирил Ивайлов и Георги Георгиев - Гого.